# Rufus Zuphall
Rufus Zuphall es un grupo alemán de rock progresivo, fundado en 1969.
Surgen en Aquisgrán (Aachen), en el marco del llamado krautrock, la ferviente escena germana de rock sinfónico de los años 70.
Su primer disco, "Weiß der Teufel... ", grabado en Holanda, es editado en 1970, aunque en una edición independiente y muy limitada, el sonido de la flauta y su fusión de temas con aire folk con el rock duro y psicodélico ya les da un toque distinto, y les gana el mote de los "Jethro Tull alemanes".
Su segundo LP, "Phallobst", más pulido, fue grabado en los estudios de Dieter Dierks, aunque sería su última incursión discográfica, ya que se separan hacia 1973.
En 1993 es editado el tercer disco, que quedó inédito, bajo el título de "Avalon and On", CD que incluyó algunas canciones en directo, y en 1999 finalmente se reagrupan, tras lo cual editan dos nuevos álbumes en vivo, "Colder Than Hell" (2000) y "Outside the Gates of Eden" (2007), que mantienen al grupo girando, especialmente por Alemania.

## Discografía
- "Weiß der Teufel... " (1970)
- "Phallobst" (1971)
- "Avalon and On" (temas inéditos, 1993)
- "Colder Than Hell" (directo, 2000)
- "Outside the Gates of Eden" (directo, 2007)